# Black Mamba
〈Black Mamba〉(블랙 맘바)는 대한민국의 걸 그룹 aespa의 데뷔 싱글로, 2020년 11월 17일에 발매되었다.

## 기록
- 'Black Mamba'의 뮤직 비디오가 K팝 그룹 데뷔곡 역대 최단 기간 1억 조회수 달성을 기록했다.[3]
- 'Black Mamba'가 1월 17일 SBS 《SBS 인기가요》 1위를 차지했다.[4]

## 뮤직 비디오

### 배경
2020년 11월 17일에 SM 엔터테인먼트의 공식 유튜브 채널을 통해서 공개되었으며, 이 영상은 공개 24시간 이내에 2140만 조회수를 기록하면서 있지의 ‘달라달라’가 2019년에 세운 기록을 갱신하게 된다. 9시간 후, 뮤직 비디오는 조회수 1천만을 달성하며, K-pop 데뷔 뮤직 비디오 중에서 최단 기록을 갱신하게 된다. 2020년 11월 27일, 안무 연습 영상이 업로드되었으며 2021년 1월에 조회수 1100만을 달성한다. 2021년 1월 8일, 51일 12시간만에 K-pop 역사상 최단 시간에 1억을 달성하게 된다.

### 줄거리
`Black Mamba’의 뮤직 비디오에서 aespa의 멤버들은 미래지향적이고 초현실적으로 보이는 곳에서 검은 뱀을 만난다. 환상적이고 강렬한 네온 불빛 광경에 바닥에 내려앉는 안무는 새로운 현실과 æ 멤버들과의 교감을 강조하는 순간들을 교차시키며 타이틀 곡인 ‘Black Mamba’로 불리는 악당을 암시하게 된다 각 멤버들은 ‘Synk’라고 불리는 미스터리한 모바일 어플리케이션에 그녀들의 다른 자아들과 이어진다. 마지막에 왜곡된 인간의 모습이 디지털 픽셀의 결함으로 나타나게 된다.

## 논란
- 독일의 비주얼 아티스트인 '티모 헬거트'가 자신의 SNS를 통해 "나는 많은 메시지를 전달 받았다. SM은 나에게 소스를 써도 되는지 물어본 적이 없고, 나는 그들과 함께 일하지 않았다. 그들이 내 작품을 카피한 것 같다"며 자신의 작품과 aespa의 'Black Mamba' 속 장면을 비교한 영상을 게시한 뒤, 'Black Mamba' 영상 속 콘셉트와 배경, 연출 등이 표절이라는 논란이 제기되었다.

- aespa의 아바타 캐릭터를 활용한 콘셉트가 K/DA를 표절한 것이라는 주장이 제기되었다.[11]

## 수록곡
| #            | 제목            | 작사         | 작곡                                                                                   | 편곡 | 재생 시간 |
| ------------ | --------------- | ------------ | -------------------------------------------------------------------------------------- | ---- | --------- |
| 1.           | 〈Black Mamba〉 | 유영진       | Omega, Ella Isaacson, Gabriela Geneva, Jordan Reyes, Shaun Lopez, Scott Chesak, 유영진 | 2:56 |           |
| 총 재생 시간 | 총 재생 시간    | 총 재생 시간 | 총 재생 시간                                                                           | 2:56 |           |